# Петрунів Василь Євгенович
Петрунів Василь Євгенович (нар. 31 грудня 1973) — український тенісист, майстер спорту України міжнародного класу. Учасник Літніх Паралімпійських ігор 2016 року. Користується інвалідним візком.

## З життєпису
Займається настільним тенісом в Івано-Франківському обласному центрі «Інваспорт». Проживає в Тисмениці.
Бронзовий призер чемпіонату Європи 2013 року. Чемпіон та бронзовий призер міжнародного турніру 2016 року.